# Sergey Vladimirovich Cherkasov
Sergey Vladimirovich Cherkasov (em russo:  Сергей Владимирович Черкасов), também conhecido como Victor Muller Ferreira, é um suposto oficial de inteligência russo que trabalha para o GRU (Departamento Central de Inteligência) cuja verdadeira identidade foi revelada pelo Serviço Geral de Inteligência e Segurança da Holanda em 2022. Foi condenado por um tribunal federal brasileiro a quinze anos de prisão por usar um documento falsificado emitido pelo governo brasileiro.

## Contexto histórico
De acordo com passaporte russo dele, o seu registro civil indicava que ele residia no oblast de Kaliningrado; conforme os dados do registro público, ele detinha uma participação societária em uma empresa de construção de Kaliningrado aos dezenove anos. O seu pseudônimo apresenta uma idade de trinta e três anos, porém a sua idade real corresponde a trinta e seis.

## Reportagem de destaque
O documento publicado pelo Serviço de Inteligência e Segurança Militar da Holanda, que continha erros de português, pretendia ser a sua reportagem de destaque. Segundo o documento, ele viajou ao Rio de Janeiro em agosto de 2010 com o objetivo de reencontrar seu pai ausente, a quem atribuía a culpa por suas dificuldades, assim como pelas mortes de sua mãe e sua tia. O documento declarava que ele havia perdido o domínio do português e alegava que havia se transferido para Brasília quando supostamente tinha vinte e cinco anos. Ele afirmou que estava no Brasil "para aprender o idioma e restaurar minha cidadania". Alguns aspectos desse suposto histórico foram considerados improváveis. O documento também faz referência à sua ida à Irlanda para participar do funeral de seu pai.

## Educação
Conforme um currículo disponibilizado na internet, ele cursou ciência política no Trinity College Dublin de 2014 a 2018 para sua graduação, e posteriormente obteve seu mestrado em um renomado programa de relações internacionais na Escola Paul H. Nitze de Estudos Internacionais Avançados [en] (SAIS) da Universidade Johns Hopkins, com ênfase em  política externa dos Estados Unidos. Durante o mestrado, ele foi orientado por Evgeny Finkel.
Enquanto estudava na Irlanda, ele era monitorado pela contrainteligência irlandesa [en].

## Tentativa de se infiltrar no Tribunal Penal Internacional
Em abril de 2022, ele embarcou para a Holanda com o objetivo de ocupar um cargo no Tribunal Penal Internacional (TPI). No entanto, foi detido no aeroporto Schipol por agentes da imigração holandesa e deportado para o Brasil. Ao desembarcar no Brasil, foi preso por falsidade ideológica e condenado a quinze anos de prisão.
Na época de sua contratação, o TPI estava conduzindo uma investigação sobre crimes de guerra cometidos pelo exército russo na Ucrânia. Caso tivesse conseguido assumir seu cargo no TPI, ele teria acesso aos sistemas de email e documentos do TPI.

## Identificando o agente infiltrado
Em 2018, no âmbito do caso de envenenamento de Sergei e Yulia Skripal, foi constatado que os suspeitos russos do GRU possuíam números de passaporte próximos uns dos outros. Esse fato motivou uma investigação por parte de diversos países sobre os números históricos de passaportes russos. Nesse contexto, Cherkasov foi detectado pelos Estados Unidos como portador de um número próximo aos dos suspeitos, sendo posteriormente identificado e monitorado. Essas informações foram repassadas às autoridades holandesas.